# Gmina Jelcz-Laskowice
Gmina Jelcz-Laskowice je polská městsko-vesnická gmina v okrese Oława v Dolnoslezském vojvodství. Sídlem gminy je město Jelcz-Laskowice. V roce 2020 zde žilo 23 296 obyvatel.
Gmina má rozlohu 167,6 km² a zabírá 32,0 % rozlohy okresu. Skládá se z 15 starostenství.

## Části gminy
Starostenství
Biskupice Oławskie, Brzezinki, Chwałowice, Dębina, Dziuplina, Grędzina, Kopalina, Łęg, Miłocice, Miłocice Małe, Miłoszyce, Minkowice Oławskie, Nowy Dwór, Piekary, Wójcice
Sídla bez statusu starostenství
Stanków, Mościsko